# Maxime Prévot
Maxime Prévot  (Bergen, 9 april 1978) is een Belgisch politicus voor Les Engagés en huidig minister voor Buitenlandse Zaken in de Regering-De Wever sinds 3 februari 2025.

## Levensloop
Maxime Prévot volgde middelbare studies aan het Institut Saint-Berthuin in Malonne. Hij behaalde in 2000 een licentiaat in de politieke wetenschappen, optie bestuurswetenschappen aan de Université catholique de Louvain en in 2001 een diploma in de rechten, het beheer van nieuwe technologieën in de informatica en de communicatie aan de Facultés universitaires Notre Dame de la Paix in Namen. 
Na zijn studies ging Prévot tussen 2001 en 2004 aan de slag  bij PricewaterhouseCoopers en nadien bij IBM. Hij werkte er als consultant om de organisatie van publieke instellingen performanter te maken en was betrokken bij talrijke dossiers rond de evaluatie van het publieke beleid van de Waalse Regering, zoals het plan om de CO2-normen vastgelegd in het Kyoto-protocol te halen, het federale ministerie van Binnenlandse Zaken en de Europese Commissie.
Aan de universiteit lanceerde hij de beweging Orange dynamique, waarmee hij jongeren wilde verenigen die belangstelling hadden voor politiek. Hij militeerde voor de toenmalige PSC, sinds 2002 cdH, en werd in 2001 op 23-jarige leeftijd verkozen tot voorzitter van de plaatselijke afdeling van de partij in de stad Namen. Van 2002 tot 2005 was Prévot OCMW-raadslid van de stad.
In 2004 werd Maxime Prévot op verzoek van cdH-voorzitter Joëlle Milquet politiek directeur van de partij, een functie die hij bleef uitoefenen tot in 2006. In maart 2005 kwam hij als opvolger van de ontslagnemende Michel Goffinet in de gemeenteraad van Namen terecht en na de gemeenteraadsverkiezingen van oktober 2006 werd Prévot onder burgemeester Jacques Étienne schepen van Sociale Zaken, Huisvesting en Sport. Na het ontslag van Jacques Étienne in maart 2012 volgde Prévot hem op als burgemeester, een functie die hij nog steeds uitoefent. Bij zijn aantreden was hij de jongste burgemeester in de geschiedenis van de stad. Van 2006 tot 2007 was hij eveneens provincieraadslid van Namen.
In juni 2007 werd Prévot op 29-jarige leeftijd verkozen tot lid van de Kamer van volksvertegenwoordigers voor de kieskring Namen en bleef er zetelen tot in juni 2009, toen hij overstapte naar het Waals Parlement en naar het Parlement van de Franse Gemeenschap. In het Waals Parlement was hij van 2009 tot 2014 fractievoorzitter van zijn partij en zetelde hij in de commissie Openbare Werken, Landbouw, Landelijkheid en Erfgoed. In juni 2010 werd hij opnieuw verkozen in de Kamer, maar hij besloot het mandaat niet op te nemen ten voordele van eerste opvolger Christophe Bastin.
In mei 2014 werd Prévot met ongeveer 22.000 voorkeurstemmen herkozen in het Waals Parlement en in het Parlement van de Franse Gemeenschap. Op 13 juni 2014 werd hij aangesteld tot tijdelijk voorzitter van het Waals Parlement, tot hij op 22 juli 2014 viceminister-president en minister van Openbare Werken, Volksgezondheid, Sociale Actie en Erfgoed werd in de Waalse Regering. Vanwege zijn ministerfuncties werden zijn bevoegdheden als burgemeester van Namen waargenomen door schepen Anne Barzin. Als Waals minister van Openbare Werken lanceerde hij in 2016 een ambitieus infrastructuurplan met het doel om 253 prioritaire wegenwerken uit te voeren, met onder andere de beveiliging van kruispunten, de uitbreiding van rotondes, reparaties aan hoofdwegen en verkeersassen en de verbreding van de laatste stukken van de Autoroute de Wallonie. Als minister van Volksgezondheid en Sociale Actie was hij dan weer verantwoordelijk voor het uitrollen van het Waalse beleid rond de kinderbijslag, dat na de zesde staatshervorming werd overgeheveld naar de gewesten. In 2015 lag hij tevens aan de basis van de oprichting van het AVIQ, het Waals Agentschap voor Levenskwaliteit, dat het Waalse overheidsbeleid rond welzijnsvoorzieningen, zorginfrastructuur, jeugdbescherming, ouderen- en gehandicaptenzorg beter diende te coördineren door verschillende overheidsdiensten samen te voegen. Na de herschikking van Waalse regering ten gevolge van een coalitiewissel, verliet Prévot in juni 2017 de Waalse regering om weer voltijds burgemeester van Namen te worden. Ook nam hij zijn parlementaire mandaten opnieuw op. 
In januari 2019 werd Prévot verkozen tot partijvoorzitter na het ontslag van Benoît Lutgen. Onder zijn voorzitterschap leed de cdH bij de Europese, federale en regionale verkiezingen van 26 mei 2019 een zware nederlaag. Bij vorige verkiezingen was het doorgaans met ongeveer vijftien procent van de stemmen de derde grootste Franstalige partij na de socialistische PS en de liberale MR. Dit keer bleef daar maar tien procent van over en moest als vijfde partij van Franstalig België ook de groene partij Ecolo en de marxistische PTB laten voorgaan. Zelf werd Prévot bij deze verkiezingen verkozen in de Kamer van volksvertegenwoordigers, als lijsttrekker in de kieskring Namen.
Als gevolg van het slechte kiesresultaat besliste Prévot om zijn partij te laten herbronnen in de oppositie en startte hij in januari 2020 onder de noemer Il fera beau demain (morgen wordt het mooi weer) een reeks participatieve oefeningen op die de toekomst van het cdH moesten vormgeven. Op 12 maart 2022 kwam een partijcongres van cdH bijeen om te stemmen over de vernieuwing en de reorganisatie van de partij tot een participatieve burgerbeweging. Op deze vergadering bekendgemaakt dat cdH voortaan Les Engagés zou heten, die in Prévots woorden een centristische en progressieve koers zou gaan varen, waarbij het concept regeneratie (de ontwikkeling van mens en aarde zonder de planeet uit te putten) centraal stond. Na de naamsverandering van de partij schreef Prévot nieuwe voorzittersverkiezingen uit, die hij in juni 2022 won met 81 procent van de stemmen. De vernieuwingsoperatie wierp zijn vruchten af: bij de Europese, federale en regionale verkiezingen van juni 2024 boekte de partij forse vooruitgang en werd ze met een score van 20 procent opnieuw de derde partij in Franstalig België. 
Prévot werd herkozen in de Kamer en nam met MR-voorzitter Georges-Louis Bouchez het initiatief voor de vorming van een  nieuwe Waalse en Franse Gemeenschapsregering, waar Les Engagés uiteindelijk deel van ging uitmaken. Ook leidde hij namens zijn partij de onderhandelingen voor de federale regering, waarbij hij van augustus tot september 2024 even optrad als bemiddelaar om de in het slop geraakte onderhandelingen weer op gang te krijgen. In februari 2025 kwam uiteindelijk de federale regering-De Wever tot stand met Prévot als vicepremier en minister van Buitenlandse Zaken, Europese Zaken en Ontwikkelingssamenwerking. Hierdoor diende hij ontslag te nemen als partijvoorzitter van Les Engagés, waar hij tijdelijk werd opgevolgd door ondervoorzitter Yvan Verougstraete. In Namen bleef hij titelvoerend burgemeester en liet zich vervangen in zijn functies door partijgenote Charlotte Bazelaire.